# Kanaloa
Kanaloa è una divinità della mitologia hawaiana, dio del mare e dell'Oltretomba. È simboleggiato dal calamaro o dal polpo, ed è tipicamente associato con Kāne (la più alta delle quattro principali divinità della religione hawaiana). È anche il nome di un vulcano estinto nelle Hawaii.
La simbiosi con Kāne è un aspetto importante della mitologia tradizionale hawaiana. Ad esempio, se viene invocato Kāne per la costruzione di un'imbarcazione, i marinari invocano Kanaloa chiedendo la sua guida e la sua protezione; Kāne governa il nord del piano eclittico, mentre Kanaloa il sud. Il dualismo mitologico è altresì presente in altre religioni politeiste: si pensi ad Odino-Týr, oppure a Mitra-Varuṇa, oppure ancora al ben più popolare Yin e yang della tradizione Taoista.
La leggenda racconta di un gruppo di spiriti che, cacciati dagli Dei, scelsero Kanaloa come loro leader. La ribellione che essi inscenarono contro le divinità, però, si rivelò un fallimento e vennero esiliati nell'Oltretomba, per il quale Kanaloa viene considerato Dio. L'antico mito hawaiano, tuttavia, considera Milu, e non Kanaloa, Dio dell'Oltretomba e della morte.